# アルーア・オブ・ザ・シーズ
アルーア・オブ・ザ・シーズ（英語: Allure of the Seas）は、アメリカ合衆国のロイヤル・カリビアン・インターナショナル (RCI) 社が世界各地で運航する大型クルーズ客船のひとつ。オアシス級クルーズ客船の2番船で、主にカリブ海航路に就航している。船名は英語で、意味は「魅惑の海」。
日本ではアリュール・オブ・ザ・シーズという日本独自の名称が普及している。これは本船の就航当初 RCI の日本総代理店が本船を紹介するプレスリリースやカタログなどの広報資料で、英語の Allure（アルーア、魅惑・魅力・誘惑・優姿）という単語を、迂闊にもフランス語の Allure（アリュー、歩調・進捗・歩合・散歩）という意味も語源も全く異なる単語と混同し、これにシャネルの男性用コロン Alluré（アルーレ）の発音を加味させた「アリュール」という独創的なカナ書きを使用していたものが広く拡散してしまったものである。意味を成さず、本来の船名とは異なるものなので、実際に本船のクルーズを利用する際には注意が必要である。

## 概要
オアシス・オブ・ザ・シーズの姉妹船として、2010年11月に同社に納入され、同年12月1日に就航した。